# Château de Moncé
Le château de Moncé est un édifice situé à Limeray, en France.

## Localisation
Le château est situé sur le territoire de la commune de Limeray, dans le département d'Indre-et-Loire, en région Centre-Val de Loire.

## Description
Le château de Moncé est édifié, de 1845 à 1846, dans un style néo-Renaissance, à l'emplacement de l'église de l'abbaye cistercienne de Moncé. Il ne subsiste de l'abbaye qu'un pavillon du XVIIe siècle, ayant servi d'infirmerie, à la droite du château, une fuie (colombier) et quatre colonnes servant de piliers de portails à l'ouest.

## Historique
Le château de Moncé est édifié par Charles Alphonse de Sain de Bois-le-Comte,. à l'emplacement de l'église de l'abbaye de Moncé, fondée en 1209 par Sulpice III d'Amboise avec l'approbation de Jean de la Faye, archevêque de Tours (1208-1228). Déclarée bien national, l'abbaye fut détruite pendant la Révolution, entre 1792 et 1798.
Le jardin d'agrément du château, datant du milieu XIXe siècle, est enregistré au pré-inventaire des jardins remarquables le 5 mai 1984.